# Високи Хлумец
Високи Хлумец (чеш. Vysoký Chlumec) је насељено мјесто са административним статусом варошице (чеш. městys) у округу Прибрам, у Средњочешком крају, Чешка Република.

## Становништво
Према подацима о броју становника из 2014. године насеље је имало 847 становника.